# Цегельний чай
Цегельний чай — чорний або зелений чай, спресований у вигляді цеглинок. Чорний чай пресується з висівок і крихти, що залишаються при сортуванні чорного байхового чаю.
Для виготовлення зеленого цегельного чаю використовують лист, що залишився після збирання сортового чайного листа (восени і навесні при формуванні чайних кущів).
Сировина проходить обсмаження, скручування, підсушування, бродіння і сушіння. Отриманий напівфабрикат перед пресуванням пропарюють в пропарювальних камерах при 95-100 °С, а потім пресують в прес-формах на гідравлічних пресах, потім напівфабрикат сушать у сушильних камерах до вологості не більше 11 %.

## Монгольська кухня
У Монголії, Алтайському краї, Туві та інших регіонах Азії любителі зеленого цегляного чаю при його приготуванні додають в чай молоко, сало, сіль і спеції.

### Рецепт приготуваннякалмикськогочаю «ця»
Варіант I. 
- 200-300 г чаю
- 3 л води
- 2 л вершків
- 50 г вершкового масла
- 2 чайної ложки солі
- 5-6 горошин чорного перцю

Чай потовкти, залити холодною водою і варити на середньому вогні до закипання, потім зменшити вогонь, варити ще 15-20 хвилин, зняти прутики, які з'явилися на поверхні, влити підігріті вершки, проварити ще 10 хвилин, додати масло, сіль, дати постояти в закритомутому вигляді 10-15 хв, після чого розливати.
Варіант II. 
- 4 столові ложки з верхом калмицького чаю
- 2 л молока
- 1,5 л води
- 100 г вершкового масла
- 3 столові ложки ложки пшеничного борошна
- 7-8 горошин черного перцю
- 2 лаврових листа
- 2 чайні ложки солі

Порядок варіння той же, але сіль додати разом з молоком, потім пасерувати борошно з маслом до світло-жовтого кольору (не допускаючи підгорання) і ввести в чай разом з прянощами.